# Stray Sheep Paradise
『Stray Sheep Paradise』（ストレイシープパラダイス）とは、オッドエンタテインメントが「舞台版 華枕 〜願い巡りて〜」製作チームとタッグを組んだ、完全オリジナルの声優×役者コラボレーションガールズ演劇である。

## あらすじ
これは「ヒツジ」と呼ばれたメイドたちの嘘と才能のおはなし。「才能」を持つエキスパートだけが仕事をもてる未来。女性エキスパートは「メイド」と呼ばれていた。その養成学院「セブンス・パスクゥム」に入学した少女「リゼッタ」は天使のような清廉さでたちまち注目の的となるが、彼女の持っていた才能は「嘘つきの才能」だった。学院を卒業するために課されるリゼッタの才能試験は「一年間、嘘をつき通すこと」。果たして彼女は無事試験を突破し、立派なメイドになることができるのか。

## 登場人物
初演と再演のキャストが異なる際は順に2人記載。
リゼッタ
演：奥野香耶
才能：『嘘つきの才能』
本作の主人公。常に笑顔を振りまき、その天使のような清廉さで「セブンス・パスクウム」学院中の注目を集めている。しかしそれは全て嘘に塗り固められており、実際は野心家で、メイドになって富や名誉を手に入れバラ色の人生を送りたいと思っている。学院から課された才能試験は「一年間、嘘をつき通すこと」。貴族出身のお嬢様という嘘のリゼッタを演じて、幼馴染のルクル以外には順調に本当の自分を隠すことに成功していた。しかし、疲れから油断して本性を露わにしていたところをヒジリに見られてしまい、それ以降開き直ってヒジリには本来の自分で接するようになる。学院で起こる様々な問題に「リゼッタ劇場」を開演させ、立ち向かっていく。 昔、ある少女と約束を交わしたものの裏切られた経験がある。
ヒジリ
演：青木志貴
才能：『万能の才能』　
AIすら超える可能性のある、人類最高のギフテッド。学院にて生徒会副会長を務め、周囲にはクールで孤高な印象を与えている。実際、他人事に興味を示さないが、学院で出会ったリゼッタに対してだけは反応し、感情を表に出す。リゼッタの秘密を知ったことで、リゼッタに協力を求められるようになる。ある少女との約束を果たせなかった過去をもつ。学院からは、いくつもの才能試験を課せられている。
ルクル
演：永野愛理
才能：不明
リゼッタの幼馴染みで、孤児院育ち。シスターの勧めでメイドになることへ挑戦することになり、学院でリゼッタと再会する。明るく前向きかつ猪突猛進な性格で周りを巻き込み問題ばかり起こすが、みんなから愛され、その行動力で数々の奇跡を起こす。ヒジリの作ったエプロンを破った疑いをかけられ、マリエレに捕らえられてしまう。
アリス
演：佐藤日向
才能：『園芸の才能』他
ニコニコと笑顔で朗らかな性格だが、どこか昏い影を持つ少女。学院の庭園でリゼッタと知り会い、仲良くなってダチュラの花を贈る。かつてはヒヨクと一緒に庭園の手入れをしていたが、今はひとり。スコップを持ち歩いている。家族を亡くしてひとりになっていたところを学院に拾われた過去をもつ。
ファム
演：遠藤瑠香
才能：『正しさの才能』
一度その才能が認められメイドとして社会に巣立っていったが、ある出来事から自分の才能に疑問を持ち、学院に戻って新たな才能を探すことになった。優しいみんなのお姉さん的存在で多くの少女に慕われている。リゼッタ、ルクルと仲良し。
ヒカリ
演：栗生みな
才能：『ヴァイオリンの才能』
生徒会で会計を担当。ただヴァイオリンが好きなだけで才能に対して自覚がない。大人しい性格が災いし友人がいなかったが、セリが気さくに話かけてくれたことに救われる。セリをほぼ唯一の親友と思っていて依存しているところがある。
セリ
演：松村芽久未
才能：『ヴァイオリンの才能』
面倒見がよく皆から一目置かれる生徒会の風紀担当。同じ才能を持つヒカリとは特に仲が良い。ヒカリに憧れる一方、自分より優れた才能を持ってることへ嫉妬に似た複雑な感情を抱いてる。
マリエレ
演：松田彩希
才能：『裁縫の才能』
生徒会長を務める元貴族のお嬢様。他の少女たちの規範になるべく常に努力をし、誇り高くあろうとしているが、周囲にもそれを求めてしまい厳しくあたってしまうことがある。行動的だがその内容がどこかずれている。万能の才能をもつ副会長のヒジリを意識している。
ヒヨク
演：柳瀬晴日
アリスの親友でレンリの姉。庭園でアリスと一緒に過ごすことを心の癒やしとしていた。自らの才能は周囲にひた隠しにしている。将来は立派なメイドになって妹と幸せに暮らしたいと思ってる。現在行方不明。
レンリ
演：柳瀬晴日
才能：『医療の才能』
ある目的で学院にやってきた、ヒヨクの妹。姉とは対照的にツンツンして人当たりはよくないが、姉思いの優しい性格をしている。姉と2人でメイドになることを夢見ている。姉とアリスのため、ある決断をする。
羊飼い
演：持田千妃来
セブンス・パスクウムの学院長。自らを「羊飼い」と名乗り学院のヒツジたちを管理し、それぞれに才能試験を与えている。その正体は、この世界の中枢である上位AIの一端末である。
ノゾミ
演：深川芹亜 / 一村すみれ
メイドレスのメンバー。
世界一のアイドルになるためにはメイドというキャリアが必要だと、「世界初のメイドアイドル」を志す。学院に認められ入学が許されるが、彼女の才能はアイドルとは関係のないものであった。しかし、夢を諦めるわけにはいかないとレイナやユズを巻き込み学院でアイドル活動を始める。強気な性格で、ルクルと衝突することも。ヒジリのファン。
レイナ
演：日下部美愛
メイドレスのメンバー。
面白いことが大好きで退屈を苦手をする少女。たまたま才能が見出され学院に通うも、生活に退屈してきたところでノゾミと知り合う。学院にいながら才能と無関係なことに日々を捧げるノゾミに興味をひかれ、彼女の夢にのっかることにする。
ユズ
演：空見ゆき / 栗野春香
メイドレスのメンバー。
生まれた村の期待を一新に背負って学院を受験した少女。才能が認められるも、入学後にみんなの優れた才能を見て自信を失う。そんな時、ノゾミにスカウトされて半ば強引にアイドル活動を始めることになってしまう。
ラシェル
演：山下夏生
才能：『教育の才能』
学院の職員メイド。学院の中で唯一羊飼いの正体を知っているAI側の協力者。AIに認められるほどの優秀なメイド。少女たちをヒツジとして管理する役割だが、彼女たちには一定以上の愛情を持って接している。
エツコ
演：秋吉あや / 谷茜子
生徒会庶務担当。活動を続ける傍ら学院の出来事や情報を日々淡々と蒐集する少女。『諜報の才能』を持つと公言するが、実は『才能』を研究するためAIにより送り込まれたアンドロイド。オヤジギャグが好き。
フレームメイド
『Stray Sheep Paradise』の世界観を彩るアンサンブルチーム。人物から空間に至るまで、幅広く表現する。
演：唐井萌々子、三宅朝子
（初演のみ）長田咲紀、千歳まち、マジメイト大槻、入江冴来
（再演のみ）畠山沙樹、黒須みらい、三栗千鶴、伊井ひとみ

## 用語
才能
様々な物事をうまくなしとげる、周囲よりも秀でた能力。セブンス・パスクゥムの「ヒツジ」たちそれぞれの才能の詳細は「設定資料集」に記載されている。
メイド
才能を持ち、様々な労働やサービスを行う女性エキスパート。この時代において、仕事に従事できるメイドの社会的地位は高く、多くの女性の憧れの的となっている。
セブンス・パスクゥム
メイド養成学院。ここでは、才能を見出された少女たち「ヒツジ」が、 メイドになることを目指して日々の生活を送っている。学院を卒業し、メイドとなるためには、それぞれの才能に応じて課される才能試験を突破する必要がある。
才能祭
セブンス・パスクゥムで年に1度開催される学院祭。ヒツジたちが自身の才能を来賓のゲストに披露する場となっている。

## 舞台
出演者は登場人物を参照。
- 初演：Stray Sheep Paradise[1][3]

2018年12月12日～12月16日、俳優座劇場。
- 再演：Stray Sheep Paradise：em[4]

2019年8月15日～8月18日、あうるすぽっと。
エンディングテーマ：『LilAlia 〜羽森想你〜』
歌：リゼッタ(奥野香耶)&ヒカリ(栗生みな)&ザ・バンシーズ(桜羽萌子＆新井ふゆ)
作曲・作詞：太田友城
Remix：北島とわ
Prod：Portowal birch

## スタッフ
舞台スタッフ
- 原案：小玉励
- 脚本・演出：淡乃晶 (fragment edge)
- キャラクターイラスト：ひびき玲音
- キャラクター原案：しいたけ大臣
- 美術：村上薫
- 証明：阿部将之(LICHT-ER)
- 音響：斎藤裕喜(Québec)
- 音楽：Portowal birch(北島とわ&太田友城&新井ふゆ)
- 映像：内田圭
- 衣装：西田さゆり
- ヘアメイク：岩城武矩 / 青山亜耶
- 小道具：富田喜助
- 演出助手：大井克弘(fragment edge)
- 舞台監督：田中聡
- スチール撮影＆アートディレクション：圓岡淳(Atelier caprice orchestra)
- ロゴデザイン：WINFANWORKS
- 収録：Hakua
- 制作統括：後藤由香理(TEAM#BISCO)
- プロデューサー：榎本広樹、矢橋清志
- エグゼクティブプロデューサー：サトウケイイチ
- 企画・制作：オッドエンタテインメント

協力
エイベックス・ピクチャーズ、三木プロダクション、アミューズ、株式会社Showtitle、ジャストプロ、アイエヌジー、81プロデュース、フラッシュアップ
初演
fragment edge、アクセルワン、EARLY WING
再演
松竹芸能、アーリーウィング、ボクラ団義、クロコダイル

## イベント

### 朗読劇
- Reading Story 『Stray Sheep Paradise』～EGO～ ～IDO～[5][10][11]

2019年6月28日、6月30日、新宿シアターサンモール。　
出演者：リゼッタ(奥野香耶)、ヒジリ(青木志貴)、ルクル(永野愛理)、ヒカリ(栗生みな(～EGO～のみ出演))、セリ(松村芽久未)、マリエレ(松田彩希)、ヒヨク＆レンリ(柳瀬晴日)、羊飼い(持田千妃来)、レイナ(日下部美愛)、ラシェル(山下夏生)　
朗読劇スタッフ
- 原案・脚本：小玉励
- 脚本・演出：淡乃晶(fragment edge)
- キャラクターイラスト：ひびき玲音
- キャラクター原案：しいたけ大臣
- 美術：渡邉勝樹
- 照明：若原靖(LICHT-ER)
- 音響：斎藤裕喜(Quebec)
- 音楽：Portowal birch(北島とわ&太田友城&新井ふゆ)
- 映像：内田圭
- 衣裳：西田さゆり
- ヘアメイク：青山亜耶
- 小道具：富田喜助
- 演出助手：大井克弘(fragment edge)
- 舞台監督：田中聡
- ロゴデザイン：WINFANWORKS
- 収録：Hakua
- 制作統括：後藤由香理(TEAM#BISCO)
- プロデューサー：榎本広樹 / 矢橋清志
- エグゼクティブプロデューサー：サトウケイイチ
- 企画・製作：オッドエンタテインメント

### 才能祭
- セブンス・パスクゥム学院☆才能祭[7][8]

2019年12月25日～12月27日、三越劇場。
|      | 前半 | 後半                                                                                     |
| ---- | --- | ---------------------------------------------------------------------------------------- |
| 25日 | 前夜祭・羊飼いからのX’masプレゼント | 開会式～マリエレ様のお言葉～、 超☆ルクルの部屋 出張版第１話、 ファムのハイパークイズ大会 |
| 25日 | リゼッタ(奥野香耶)、ルクル(永野愛理)、アリス(佐藤日向)、ファム(遠藤瑠香)、 マリエレ(松田彩希)、羊飼い(持田千妃来)、エツコ(谷茜子)、ラシェル(山下夏生)、 フレームメイド(千歳まち、唐井萌々子、三宅朝子、入江冴来) |                                                                                          |
| 26日 | Stray Sheep Memories～振り返り上映会～ ヒジリのアイドル養成プロジェクト、 メイドレスステージ | Stray Sheep Memories～振り返り上映会～、 アリスのおたのしみ会、 メイドレスステージ       |
| 26日 | ヒジリ(青木志貴)、アリス(佐藤日向(後半のみ))、ファム(遠藤瑠香)、ヒカリ(栗生みな)、セリ(松村芽久未)、 羊飼い(持田千妃来)、ノゾミ(一村すみれ)、レイナ(日下部美愛)、ユズ(栗野春香)、 フレームメイド(千歳まち、唐井萌々子、三宅朝子、畠山沙樹)                                                                                     |                                                                                          |
| 27日 | 超☆ルクルの部屋 出張版第２話、 セリとヒカリのティーパーティー、 ラシェルとエツコのイラスト公募コンテスト | 閉会式、 後夜祭〜リゼッタの告白〜、 メイドレスステージ                                   |
| 27日 | リゼッタ(奥野香耶)、ヒジリ(青木志貴)、ルクル(永野愛理)、アリス(佐藤日向)、ファム(遠藤瑠香)、ヒカリ(栗生みな)、セリ(松村芽久未)、 マリエレ(松田彩希)、羊飼い(持田千妃来)、ノゾミ(一村すみれ)、レイナ(日下部美愛)、ユズ(栗野春香)、エツコ(谷茜子)、ラシェル(山下夏生)、 フレームメイド(千歳まち、唐井萌々子、三宅朝子、畠山沙樹) |                                                                                          |

才能祭実行委員長：マジメイト大槻
才能祭スタッフ
- 原案： 小玉励
- 演出： 萩原成哉、櫻井そら
- 脚本：谷 碧仁(劇団時間制作)、マジメイト大槻、櫻井そら、浅野泰徳(劇団ジャングルベル・シアター)
- 照明：村山寛和(マーキュリー)
- 音響：田中慎也
- 映像：曾根久光(cojin projects)
- 映像オペレーター：菅井裕典(SASA PRO.)
- 衣裳：西田さゆり
- ヘアメイク：青山亜耶
- ダンス振付：maco
- 舞台監督：田中聡
- 収録：Hakua
- 制作統括：後藤由香理(TEAM#BISCO)
- 制作：竹井直美(TEAM#BISCO)
- パンフレット構成：添野 郁
- プロデューサー：榎本広樹 / 矢橋清志
- エグゼクティブプロデューサー：サトウケイイチ
- 企画・製作：オッドエンタテインメント

## ラジオ
- Stray Sheep Paradise 放送部 超☆ルクルの部屋[13] (2019年、響 - HiBiKi Radio Station -)

パーソナリティをルクル役の永野愛理が務め、全6回にわたり配信された。
|        | ゲスト                                         | 配信開始日時          |
| ------ | ---------------------------------------------- | --------------------- |
| 第一回 | 奥野香耶(リゼッタ役)                           | 2019年7月26日 12時～  |
| 第二回 | 遠藤瑠香(ファム役)、松田彩希(マリエレ役)       | 2019年8月9日 12時～   |
| 第三回 | 佐藤日向(アリス役)、柳瀬晴日(ヒヨク＆レンリ役) | 2019年8月23日 12時～  |
| 第四回 | 栗生みな(ヒカリ役)、松村芽久未(セリ役)         | 2019年9月13日 12時～  |
| 第五回 | 持田千妃来(羊飼い役)、山下夏生(ラシェル役)     | 2019年9月27日 12時～  |
| 第六回 | 奥野香耶(リゼッタ役)、青木志貴(ヒジリ役)       | 2019年10月11日 12時～ |

- 超☆ルクルの部屋 出張版 in ゲーマーズ[14] (2020年2月15日、AKIHABARA ゲーマーズ本店)

出演者：奥野香耶(リゼッタ役)、永野愛理(ルクル役)、一村すみれ(ノゾミ役)、日下部美愛(レイナ役)、栗野春香(ユズ役)

## 配信動画
- 舞台『SSP：em』を語るゆうべ (2019年7月12日、ファミ通TUBE)[15]

出演者：奥野香耶(リゼッタ役)、青木志貴(ヒジリ役)
- 舞台『Stray Sheep Paradise:em』ニコ生　独占最速ふりかえり上映会 (2019年8月30日、ニコニコ生放送)[16]
- 舞台『Stray Sheep Paradise』千秋楽ふりかえり生実況スペシャル (2019年9月20日、ニコニコ生放送)[17]

出演者：奥野香耶(リゼッタ役)、青木志貴(ヒジリ役)、永野愛理(ルクル役)、佐藤日向(アリス役)、MC マジメイト大槻
- 舞台ストレイシープパラダイス PV (2020年9月8日、オッドエンタテインメント)[18]

## 作品

### CD
- 舞台「Stray Sheep Paradise 」サントラCD【SSP_O.S.T】[19]
- 舞台「Stray Sheep Paradise」(2019年6月26日発売)

Blu-ray限定版特典　オリジナルCD(舞台後説全ナレーション収録)

### Blu-ray
- 舞台「Stray Sheep Paradise」(2019年6月26日発売)[21]
- 舞台「Stray Sheep Paradise：em」(2020年3月6日発売)[22]
- Reading Story『Stray Sheep Paradise』～EGO～ ～IDO～ (2020年3月16日発売)[12]

## 書籍

### パンフレット
- 舞台「Stray Sheep Paradise」パンフレット[23]
- 舞台「Stray Sheep Paradise:em」パンフレット[24]

### 複製台本
- 舞台「Stray Sheep Paradise」初演　複製台本[25]
- Reading Story「Stray Sheep Paradise」EGO・IDO　朗読劇　複製台本[26]

### 設定資料集
ヒツジそれぞれの才能など、キャラクターや設定の詳細が記されている。また、原案の小玉励と脚本・演出の淡乃晶による対談インタビュー、ひびき玲音によるキャラクターイラスト、短編「イツカノゼンジツタン」も収録された。
- 舞台「Stray Sheep Paradise」設定資料集[27]

初演公演時、劇場にて販売された。
- 舞台「Stray Sheep Paradise」新装版設定資料集[27]